# Australiens Grand Prix 2018
Australiens Grand Prix 2018, officiellt Formula 1 2018 Rolex Australian Grand Prix, var en Formel 1-tävling som hölls den 25 mars 2018 på Albert Park Circuit i Melbourne i Australien. Det var den första av tjugoen deltävlingar ingående i Formel 1-säsongen 2018 och kördes över 58 varv. Vinnare av loppet blev Sebastian Vettel för Ferrari, tvåa blev Lewis Hamilton, för Mercedes, och trea blev Kimi Räikkönen för Ferrari.

## Kval
| Pos.                    | Nr | Förare            | Konstruktör               | Kvaltider | Kvaltider | Kvaltider | Start- grid |
| Pos.                    | Nr | Förare            | Konstruktör               | Q1        | Q2        | Q3        | Start- grid |
| ----------------------- | -- | ----------------- | ------------------------- | --------- | --------- | --------- | ----------- |
| 1                       | 44 | Lewis Hamilton    | Mercedes                  | 1.22,824  | 1.22,051  | 1.21,164  | 1           |
| 2                       | 7  | Kimi Räikkönen    | Ferrari                   | 1.23,096  | 1.22,507  | 1.21,828  | 2           |
| 3                       | 5  | Sebastian Vettel  | Ferrari                   | 1.23,348  | 1.21,944  | 1.21,838  | 3           |
| 4                       | 33 | Max Verstappen    | Red Bull Racing-TAG Heuer | 1.23,483  | 1.22,416  | 1.21,879  | 4           |
| 5                       | 3  | Daniel Ricciardo  | Red Bull Racing-TAG Heuer | 1.23,494  | 1.22,897  | 1.22,152  | 8a          |
| 6                       | 20 | Kevin Magnussen   | Haas-Ferrari              | 1.23,909  | 1.23,300  | 1.23,187  | 5           |
| 7                       | 8  | Romain Grosjean   | Haas-Ferrari              | 1.23,671  | 1.23,468  | 1.23,339  | 6           |
| 8                       | 27 | Nico Hülkenberg   | Renault                   | 1.23,782  | 1.23,544  | 1.23,532  | 7           |
| 9                       | 55 | Carlos Sainz Jr.  | Renault                   | 1.23,529  | 1.23,061  | 1.23,577  | 9           |
| 10                      | 77 | Valtteri Bottas   | Mercedes                  | 1.23,686  | 1.22,089  | Ingen tid | 15b         |
| 11                      | 14 | Fernando Alonso   | McLaren-Renault           | 1.23,597  | 1.23,692  |           | 10          |
| 12                      | 2  | Stoffel Vandoorne | McLaren-Renault           | 1.24,073  | 1.23,853  |           | 11          |
| 13                      | 11 | Sergio Pérez      | Force India-Mercedes      | 1.24,344  | 1.24,005  |           | 12          |
| 14                      | 18 | Lance Stroll      | Williams-Mercedes         | 1.24,464  | 1.24,230  |           | 13          |
| 15                      | 31 | Esteban Ocon      | Force India-Mercedes      | 1.24,503  | 1.24,786  |           | 14          |
| 16                      | 28 | Brendon Hartley   | Scuderia Toro Rosso-Honda | 1.24,532  |           |           | 16          |
| 17                      | 9  | Marcus Ericsson   | Sauber-Ferrari            | 1.24,556  |           |           | 17          |
| 18                      | 16 | Charles Leclerc   | Sauber-Ferrari            | 1.24,636  |           |           | 18          |
| 19                      | 35 | Sergej Sirotkin   | Williams-Mercedes         | 1.24,922  |           |           | 19          |
| 20                      | 10 | Pierre Gasly      | Scuderia Toro Rosso-Honda | 1.25,295  |           |           | 20          |
| 107 %-gränsen: 1:28.621 |    |                   |                           |           |           |           |             |
| Källa:                  |    |                   |                           |           |           |           |             |